# M110 (fucile)
L'M110 è un fucile di precisione semi-automatico calibro 7,62 × 51 mm NATO. Costruito dalla azienda Knight's Armament Company di Titusville (Florida).

## Descrizione

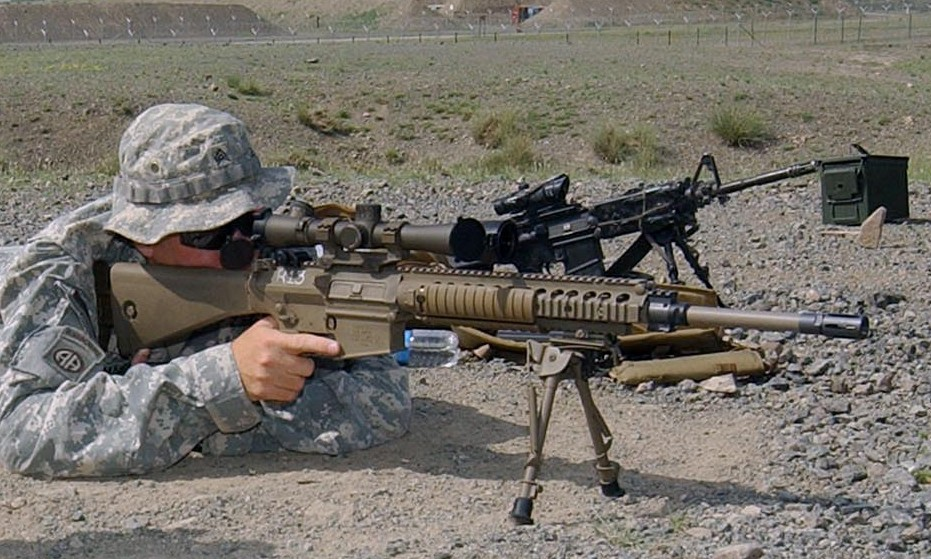
Soldato americano testa l'M110 in Afghanistan

L'M110 fu designato per sostituire l'M24 in seguito ad un concorso per sostituirlo, coinvolgendo le ditte Knight's Armament Company, Remington e DPMS Panther Arms. Il 28 settembre 2005 ne uscì vincitrice con il progetto dell'M110. Fu adoperata in azione per la prima volta nella guerra in Afghanistan ad aprile 2008 con un'ottima valutazione da parte dei militari che apprezzarono le doti e il sistema semi-automatico rispetto al sistema a otturatore girevole-scorrevole dell'M24.
La versione americana comprende un'ottica Leupold 3,5-10 × di potenza variabile per la visione diurna e un'ottica  AN/PVS-14 per la visione notturna, inoltre il fucile è provvisto di una slitta.